# George Mary Searle
George Mary Searle (Londres, 27 de junio de 1839-Nueva York, 7 de julio de 1918) fue un astrónomo y clérigo estadounidense.
Descubrió el asteroide (55) llamado Pandora el 10 de septiembre de 1858. También fue el descubridos de seis galaxias. Más tarde se convirtió en palotino y terminó trabajando en la Catholic University of America (Universidad Católica de América).